# Trichocylliba neili
Trichocylliba neili es una especie de arácnido del orden Mesostigmata de la familia Uropodidae.

## Distribución geográfica
Se encuentra en la Guayana.